# Polverigi
Polverigi là một đô thị ở tỉnh Ancona trong vùng Marche, nằm cách 15 km về phía tây nam của Ancona. Tại thời điểm ngày 31 tháng 12 năm 2004, đô thị này có dân số 3.304 và diện tích là 24,6 km².
Đô thị Polverigi có các frazione (subdivision) Rustico.
Polverigi giáp các đô thị sau: Agugliano, Ancona, Jesi, Offagna, Osimo, Santa Maria Nuova.